# Estrela binária

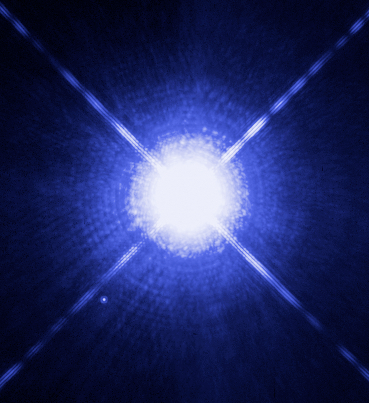
Imagem do telescópio espacial Hubble do sistema binário Sirius, no qual Sirius B (abaixo à esquerda) pode ser vista claramente

Uma estrela binária é um sistema estelar que consiste de duas estrelas orbitando um baricentro (centro de massas) comum. A estrela mais brilhante é chamada de primária, enquanto a estrela menos brilhante é chamada de estrela companheira ou secundária. Pesquisas desde o início do século XIX sugerem que muitas estrelas são parte de um sistema binário ou de sistemas com mais de duas estrelas, chamados sistemas múltiplos de estrelas. O termo estrela dupla é por vezes utilizado como sinônimo, embora, na definição astronômica moderna, estrelas duplas sejam quaisquer estrelas próximas entre si no céu terrestre, podendo ser uma estrela binária ou uma estrela dupla óptica, a última consistindo de duas estrelas que não possuem nenhuma conexão física, mas aparentam estar próximas umas das outras no céu, vistas da Terra. Estrelas duplas podem ser determinadas como ópticas se seus componentes possuem movimento próprio ou velocidade radial diferentes, ou medidas de paralaxe revelando que as distâncias da Terra das duas estrelas envolvidas são significativamente diferentes. Não se sabe se a maior parte das estrelas duplas conhecidas atualmente são estrelas binárias propriamente ditas ou estrelas duplas ópticas.
Sistemas de estrelas binárias são muito importantes na astrofísica, porque os cálculos de suas órbitas permitem que a massa das estrelas componentes seja diretamente calculada, permitindo então uma estimativa indireta do seu raio e densidade, bem como uma relação empírica entre massa e luminosidade, pela qual as massas de estrelas individuais podem ser estimadas.
Estrelas binárias são frequentemente detectadas visualmente, caso em que são chamadas de binárias visuais. Várias binárias visuais possuem longos períodos orbitais de vários séculos ou milênios e, portanto, as características de suas órbitas são pouco conhecidas ou não são conhecidas com precisão. Estrelas binárias também podem ser detectadas através de técnicas indiretas, tais como espectroscopia (binárias espectroscópicas) ou astrometria (binárias astrométricas). Se as estrelas de um sistema binário orbitam em um plano ao longo da linha de visão da Terra, tais estrelas se eclipsam mutuamente; esses pares são chamados de binárias eclipsantes ou binárias fotométricas, devido ao fato de serem detectadas pela mudança de brilho durante eclipses e trânsitos estelares.
Se as componentes de um sistema binário estelar estão suficientemente próximas uma da outra, as estrelas podem mutuamente distorcer gravitacionalmente a atmosfera da sua companheira. Em alguns casos, pode haver transferência gravitacional de material de uma estrela para outra, fazendo com que estrelas de sistemas binários atinjam estágios da evolução estelar que seriam impossíveis em uma estrela solitária. Exemplos de sistemas binários incluem Sirius e Cygnus X-1 (do qual um dos membros é provavelmente um buraco negro). Estrelas binárias também são comuns como núcleo de várias nebulosas planetárias e são progenitoras de novas e supernovas tipo Ia.

## Descoberta
O termo binária foi utilizado pela primeira vez no contexto atual por William Herschel em 1802, quando ele escreveu:
Se, ao contrário, duas estrelas estão realmente situadas bem próximas uma da outra e, ao mesmo tempo, isoladas de tal jeito que não são afetadas materialmente pela atração de estrelas próximas, tais estrelas compõem um sistema à parte e permanecem unidas pela ligação gravitacional mútua. Este sistema deve ser chamado de um sistema binário real; e quaisquer duas estrelas assim conectadas formam um sistema sideral binário." 
Na definição moderna, o termo sistema binário é geralmente restrito a pares de estrelas que orbitam um centro de massa comum. Estrelas binárias que podem ser identificadas visualmente com um telescópio ou via métodos de interferometria são conhecidas como binárias visuais. As estrelas componentes da maior parte das binárias visuais conhecidas ainda não completaram uma revolução completa desde sua descoberta, embora tenham claramente se movido ao longo de um trajeto curvo ou um arco parcial.

Esquema de uma estrela binária

O termo mais geral estrela dupla é utilizado em pares de estrelas que aparentam estar próximas uma da outra no céu terrestre. Estrelas duplas podem ser estrelas binárias ou apenas estrelas que aparentam estar próximas umas das outras no céu, mas que na realidade possuem distâncias do Sol muito diferentes. Essas últimas são chamadas de duplas ópticas ou pares ópticos.
Desde a invenção do telescópio, vários pares de estrelas duplas foram encontrados. Entre as primeiras estrelas duplas descobertas estão Mizar e Alpha Crucis. Mizar, na região do Grande Carro da Ursa Maior, foi observada como um sistema duplo por Giovanni Battista Riccioli em 1650, e possivelmente antes por Benedetto Castelli e Galileu Galilei. A estrela meridional brilhante Alpha Crucis, no Cruzeiro do Sul, foi identificada como uma estrela dupla por Pai Fontenay em 1685.
John Michell foi o primeiro a sugerir que estrelas duplas poderiam ser fisicamente atraídas gravitacionalmente uma pela outra, quando afirmou em 1767 que era pequena a probabilidade de uma estrela dupla ser causada por uma coincidência de alinhamento óptico. William Herschel começou a observar estrelas duplas em 1779, publicando posteriormente catálogos de cerca de 700 estrelas duplas. Em 1803, Herschel já havia observado mudanças nas posições relativas de um número de estrelas duplas ao longo de um período de 25 anos, e concluiu que tais estrelas deveriam ser sistemas binários.
Em 1782, John Goodricke propôs que a variação de brilho na estrela Algol (que Goodricke calculou como sendo de cerca de 69 horas), notada por Geminiano Montanari em 1667, devia-se ao obscurecimento causado por um corpo não-visível orbitando em torno da estrela. A teoria foi confirmada em 1889, quando Hermann Carl Vogel notou variações periódicas no efeito Doppler de Algol, fazendo desta a primeira estrela binária eclipsante e espectroscópica a ser encontrada.
A primeira estrela binária a ter sua órbita precisamente determinada foi Xi Ursae Majoris, em 1827, por Félix Savary. Desde então, várias outras estrelas duplas foram catalogadas e medidas. O Catálogo de Estrelas Duplas Washington, uma base de dados de estrelas duplas compilada pelo Observatório Naval dos Estados Unidos, contém mais de 100 000 pares de estrelas duplas, incluindo pares ópticos e sistemas binários.
Órbitas precisas foram determinadas em apenas alguns milhares entre todas as estrelas duplas conhecidas, com a maior parte das estrelas duplas atualmente conhecidas não tendo sido identificadas como verdadeiros sistemas binários ou apenas pares ópticos. Esta identificação é realizada através da observação do movimento relativo dos pares. Se o movimento é parte de uma órbita, ou se as estrelas possuem velocidades radiais similares e a diferença de movimento próprio é pequena, se comparada com o seu movimento próprio comum, o par é provavelmente uma binária. Uma das tarefas que permanecem para observadores visuais de estrelas duplas é a obtenção de observações suficientes para comprovar ou afastar uma conexão gravitacional.

## Classificação

### Métodos de observação
Estrelas binárias são classificadas em quatro tipos de acordo com o modo como elas são observadas: visualmente, por observação; via espectroscopia, observando mudanças periódicas nas raias espectrais; via mudanças de brilho causadas por um eclipse ou trânsito estelar; ou, astrometricamente, através da medição do desvio da posição de uma estrela causado por uma companheira ainda não observada. Qualquer estrela binária pode pertencer a uma ou mais destas classes; por exemplo, várias binárias espectroscópicas são também binárias eclipsantes.

#### Binárias visuais
Uma estrela binária visual é uma estrela binária cuja separação angular entre as duas estrelas componentes é suficiente para que ambas sejam vistas como uma estrela dupla em um telescópio ou mesmo em binóculos poderosos. A resolução angular do telescópio utilizado é um fator importante na detecção de binárias visuais, e à medida que telescópios maiores e mais poderosos são criados, o número de binárias visuais observadas aumenta. O brilho das estrelas componentes é também um importante fator, visto que estrelas brilhantes são mais difíceis de serem separadas visualmente do que estrelas mais fracas, devido ao clarão das estrelas envolvidas.
A estrela mais brilhante de uma binária visual é a estrela primária e a mais fraca é a secundária. Em algumas publicações (especialmente as antigas), uma estrela fraca secundária é chamada de comes. Se as estrelas possuem o mesmo brilho, a designação de primária dada pelo descobridor da estrela binária é geralmente aceita.
A posição angular da secundária em relação à primária é medida, bem como a distância angular entre as duas estrelas. O tempo de observação também é registrado. Após um número suficiente de observações ao longo de um período de tempo, estes dados são posicionados em coordenadas polares, com a estrela primária na origem, e as elipses mais prováveis são desenhadas ao longo destes pontos, de modo a satisfazer as leis de Kepler. Esta elipse é chamada de elipse aparente e é a projeção da órbita elíptica da secundária em relação à primária no plano do céu. Utilizando esta elipse projetada, os elementos completos das órbitas das estrelas componentes podem ser calculados, com o semieixo maior sendo expresso em unidades angulares, a não ser que a paralaxe estelar seja conhecida, permitindo o cálculo da distância do sistema à Terra.

#### Binárias espectroscópicas
Às vezes, a única evidência de uma estrela binária provém do efeito Doppler em sua luz emitida. Nestes casos, a binária consiste de um par de estrelas onde as raias espectrais na luz emitida por cada estrela componente muda primeiro em direção ao azul, e então, em direção ao vermelho, visto que cada estrela componente se move em direção à Terra e na direção oposta à Terra, durante suas órbitas em torno do centro de massa comum do sistema, com o período de sua órbita comum.
Nestes sistemas, a separação entre as estrelas é geralmente muito pequena, e a velocidade orbital das estrelas componentes é muito alta. A não ser que o plano orbital esteja perpendicular à linha de visão, as velocidades orbitais das estrelas componentes terão componentes na linha de visão, e a velocidade radial do sistema irá variar periodicamente. Visto que velocidade radial pode ser medida com um espectrômetro através da observação do efeito Doppler das raias espectrais das estrelas, as binárias detectadas através deste método são conhecidas como binárias espectroscópicas. A maior parte destes sistemas não pode ser visualizada oticamente como estrelas binárias, nem mesmo com o poder de resolução dos maiores telescópios existentes na atualidade.
Em algumas binárias espectroscópicas, raias espectrais de ambas as estrelas são visíveis, com linhas duplas e únicas alternando-se. Tais sistemas são conhecidos como binárias espectroscópicas de linha dupla (por vezes chamadas de SB2). Em outros sistemas, vê-se o espectro de apenas uma das estrelas componentes e as linhas do espectro mudam periodicamente em direção ao azul e ao vermelho. Tais estrelas são conhecidas como binárias espectroscópicas de linha única (SB1).
A órbita de uma binária espectroscópica é determinada fazendo-se uma longa série de observações da velocidade radial de uma ou de ambas as estrelas componentes do sistema. As observações são registradas em função do tempo e da curva resultante é determinado o período. Se a órbita for circular, então a curva será uma senoidal. Se a órbita for elíptica, o formato da órbita dependerá da excentricidade da elipse e da orientação do eixo maior em relação à linha de visão.
É impossível determinar individualmente o semieixo maior a e a inclinação do plano orbital i. Porém, o produto do semieixo maior e do seno da inclinação (isto é, a sin i) pode ser determinado diretamente em unidades lineares (por exemplo, quilômetros). Se a ou i podem ser detectados por outras maneiras, como no caso de binárias eclipsantes, uma solução completa das órbitas das estrelas pode ser encontrada.
Estrelas binárias que são tanto visuais quanto espectroscópicas são raras, e quando descobertas são uma fonte preciosa de informações valiosas. Estrelas componentes de binárias visuais comumente possuem grande separação entre si, com períodos orbitais medidos em décadas ou séculos; consequentemente, tais sistemas possuem velocidades orbitais pequenas demais para serem medidas por espectroscopia. Por outro lado, estrelas em binárias espectroscópicas possuem grandes velocidades orbitais porque estão muito próximas entre si, geralmente próximas demais para serem identificadas visualmente como uma binária. Portanto, binárias que são tanto visuais quanto espectroscópicas devem estar relativamente perto da Terra.

#### Binárias eclipsantes

Uma binária eclipsante, com indicação da variação de intensidade

Uma estrela binária eclipsante é uma estrela binária cujo plano orbital está tão próximo da linha de visão de um observador na Terra, que tais estrelas passam por eclipses mútuos. Os casos de binárias eclipsantes que também são espectroscópicas e cuja paralaxe do sistema é conhecida são considerados bastante preciosos em análises estelares. Algol é o exemplo mais conhecido de uma estrela binária eclipsante.
Na última década, a medição dos parâmetros fundamentais das binárias eclipsantes tornou-se possível graças a telescópios da classe 8 metros. Isto torna possível o uso destes sistemas como vela padrão. Recentemente, binárias eclipsantes foram utilizadas para estimar diretamente a distância da Grande Nuvem de Magalhães, da Pequena Nuvem de Magalhães, da Galáxia de Andrômeda e da Galáxia Triangulum. Binárias eclipsantes fornecem um método direto para medir a distância das galáxias, diminuindo a margem de erro para cerca de 5%.
Binárias eclipsantes são estrelas variáveis, não porque o brilho das estrelas componentes varia, mas por causa dos eclipses. A curva de luz de uma binária eclipsante é caracterizada por períodos de brilho praticamente constante e quedas periódicas de intensidade do brilho. Se uma das estrelas componentes for maior do que a outra, a estrela menor será obscurecida por um eclipse total, enquanto que a estrela maior será obscurecida por um eclipse anular.
O período orbital das estrelas componentes de uma binária eclipsante pode ser determinado através do estudo da curva de luz, e os tamanhos relativos das estrelas componentes podem ser determinados em termos do raio orbital, observando-se a velocidade com que acontece a mudança de brilho, à medida que uma estrela obscurece a outra em trânsitos estelares. Se uma binária eclipsante é também uma binária espectroscópica, os elementos orbitais também podem ser determinados e, com isso, a massa e a densidade das estrelas componentes podem ser calculadas.

#### Binárias astrométricas
Astrônomos descobriram que algumas estrelas aparentemente solitárias (não possuindo nenhuma companheira) orbitam em torno de um espaço aparentemente vazio. Binárias astrométricas são estrelas relativamente próximas da Terra, que podem ser observadas orbitando um ponto no espaço, sem uma companheira visível. Este movimento é causado pela influência gravitacional de um objeto não detectado. Os mesmos métodos matemáticos utilizados em binárias ordinárias podem ser utilizados em binárias astrométricas para calcular a massa da companheira invisível. Esta companheira pode ser muito fraca, de modo que não é visível devido ao ofuscamento da primária, ou pode ser um objeto que emite pouca ou nenhuma radiação eletromagnética, como uma estrela de nêutrons.
A posição de uma estrela visível é medida cuidadosamente e identificada a sua variação, em função da influência gravitacional de uma companheira. A posição da estrela é repetidamente medida em relação a estrelas mais distantes, verificando-se a existência de mudanças periódicas na posição. Tipicamente, este método pode ser utilizado apenas em estrelas próximas, geralmente a menos de 10 parsecs. Estrelas próximas possuem em geral alto movimento próprio e, como resultado, binárias astrométricas aparentam seguir um caminho senoidal no céu.
Se a companheira possui massa suficiente para causar uma mudança observável na posição da estrela, então sua presença pode ser deduzida. Utilizando dados de astrometria precisos do movimento da estrela visível ao longo de um período de tempo suficientemente longo, dados sobre a massa e o período orbital da companheira invisível podem ser determinados. Mesmo a companheira não sendo visível, as características do sistema podem ser determinadas através das observações, utilizando as leis de Kepler.
Este método de detecção de binárias é também utilizado para detectar planetas extrassolares orbitando uma estrela. Porém, os requerimentos necessários para que o método seja utilizado neste caso com sucesso são bastante restritivos, devido à grande diferença da razão das massas e ao período orbital do planeta, tipicamente bastante longo. A detecção de variações da posição de uma estrela é uma ciência bastante exata, e a precisão necessária é difícil de ser alcançada. Telescópios espaciais podem evitar os efeitos de distorção causados pela atmosfera terrestre, resultando em maior precisão.

### Configuração do sistema

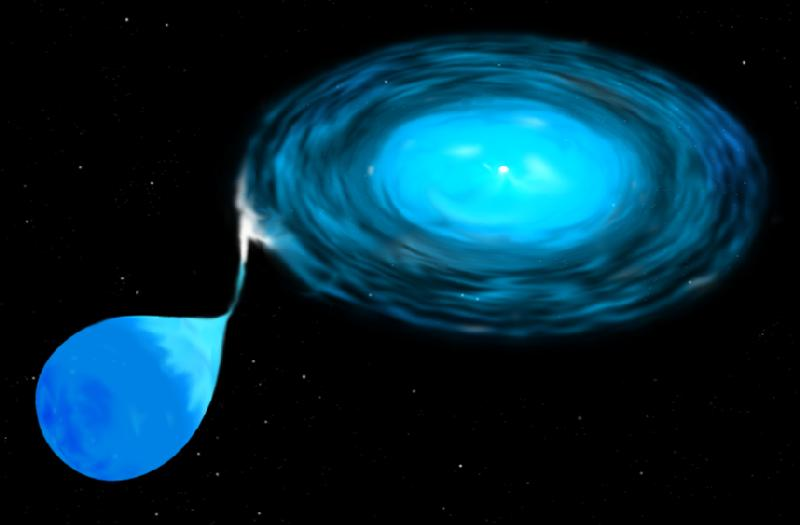
Concepção artística de um sistema variável cataclísmico

Outra classificação de estrelas binárias é baseada na distância entre as estrelas componentes, em relação aos seus tamanhos.
Binárias separadas são sistemas de estrelas binárias em que cada componente está dentro de seu lóbulo de Roche, a área na qual a atração gravitacional da própria estrela é maior do que a gravidade exercida pela companheira. As estrelas não possuem muita influência uma na outra, e essencialmente evoluem separadamente. A maioria das binárias pertence a esta classe.
Binárias semisseparadas são binárias nas quais o lóbulo de Roche de uma das estrelas componentes envolve sua companheira, enquanto que o lóbulo de Roche da última não envolve a primeira. Neste caso, a primeira estrela é significativamente mais massiva que a outra. Gás da superfície da estrela de menor massa é transferido para a outra. A transferência de massa domina a evolução do sistema. Em muitos casos, o gás forma um disco de acreção em torno da estrela mais massiva.
Uma binária de contato é um tipo de estrela binária no qual o lóbulo de Roche de cada estrela componente envolve a outra estrela. A parte superior das atmosferas estelares forma um envelope comum que cerca ambas as estrelas. À medida que a fricção do envelope freia o movimento orbital das estrelas, estas podem, ao final, fundir-se uma com a outra.

### Variáveis cataclísmicas e binárias de raios X
Quando um sistema binário contém uma estrela compacta, tal como uma anã branca, uma estrela de nêutrons ou um buraco negro, gás da estrela companheira (a doadora) pode ser atraído em direção ao objeto compacto, liberando energia potencial gravitacional e fazendo com que o gás torne-se mais quente e emita radiação. Variáveis cataclísmicas, em que o objeto compacto é uma anã branca, são exemplos desses sistemas.
Em binárias de raios X, o objeto compacto é uma estrela de nêutrons ou um buraco negro. Estas binárias são classificadas como sendo de baixa massa ou de alta massa, de acordo com a massa da estrela doadora. Binárias de raios X de alta massa contêm uma estrela jovem e de alta massa, que transfere sua massa para a outra companheira via vento estelar, enquanto que binárias de raios X de baixa massa são binárias semisseparadas em que o gás da estrela doadora (mais velha e em estágio mais avançado de evolução estelar em relação a doadoras de baixa massa) atravessa o lóbulo de Roche e cai em direção à estrela de nêutrons ou buraco negro. A binária de raios X mais conhecida atualmente é Cygnus X-1, de alta massa. Em Cygnus X-1, acredita-se que a massa da estrela invisível tenha cerca de nove vezes a massa solar, muito além do limite de Tolman-Oppenheimer-Volkoff para a massa teórica máxima que estrelas de nêutrons podem possuir; acredita-se, assim, que se trata de um buraco negro, sendo este o primeiro objeto para o qual esta suposição foi largamente aceita.

## Período orbital
Os períodos orbitais podem ser de menos de uma hora (para as estrelas AM CVn) ou de alguns dias (componentes de Beta Lyrae), mas também de centenas de milhares de anos (Proxima Centauri em torno de Alpha Centauri AB).

## Designações

### A e B
Os componentes das estrelas binárias são identificados pelos sufixos ‘’A’’ e ‘’B’’ acrescentados à designação do sistema, o primeiro designando a estrela primária e o segundo a estrela secundária. O sufixo ‘’AB’’ pode ser utilizado para denominar o par (por exemplo, a estrela binária α Centauri AB consiste de α Centauri A e α Centauri B). Letras adicionais, tais como ‘’C’’, ‘’D’’, etc., podem ser utilizadas em sistemas com mais de duas estrelas. Caso a estrela binária possua uma designação de Bayer e a distância entre as componentes seja significativa, é possível que ambas as estrelas sejam designadas com sobrescritos; um exemplo é ζ Reticuli, cujos componentes são ζ1 Reticuli e ζ2 Reticuli.

### 1 e 2
Estrelas duplas também são identificadas por uma abreviação, baseada no seu descobridor, junto com um número índice. α Centauri, por exemplo, foi descoberta por Pai Richaud em 1689 e recebeu a designação de ‘’RHD 1’’. Estas abreviações podem ser encontradas no Catálogo de Estrelas Duplas Washington.

### Quente e fria
As componentes de um sistema binário de estrelas podem ser designadas pela sua temperatura relativa como a companheira quente e a companheira fria.
Exemplos:
- Antares (Alpha Scorpii) é uma supergigante vermelha em um sistema binário com Antares B, uma estrela azul, mais quente, da sequência principal. Antares B, portanto, pode ser designada como uma companheira quente da supergigante fria.[45]

- Estrelas simbióticas são sistemas binários de estrelas compreendendo uma estrela gigante evoluída e uma companheira mais quente. Como a natureza da companheira não é bem definida em todos os casos, ela pode ser chamada uma "companheira quente".[46]

- A variável luminosa azul Eta Carinae foi recentemente reconhecida como um sistema binário de estrelas. A secundária parece ter uma temperatura maior do que a primária e, portanto, foi descrita como a "companheira quente". Ela pode ser uma estrela Wolf-Rayet.[47]

- R Aquarii mostra um espectro que apresenta tanto uma assinatura fria quanto uma quente. Esta combinação é resultado de uma supergigante vermelha fria acompanhada por uma companheira menor e mais quente. Matéria flui da supergigante para a companheira, menor e mais densa.[48]

- A missão Kepler da NASA descobriu exemplos de estrelas binárias eclipsantes em que a secundária é a componente mais quente. KOI-74b é uma anã branca de 12 mil K, companheira de KOI-74 (KIC 6889235), uma estrela antiga do tipo A da sequência principal de 9 400 K. KOI-81b é uma anã branca de 13 mil K, companheira de KOI-81 (KIC 8823868), uma estrela recente do tipo B da sequência principal de 10 mil K.[49][50][51]

## Evolução

### Formação
Embora não seja impossível que algumas estrelas binárias tenham sido criadas via captura gravitacional entre duas estrelas isoladas, a probabilidade deste evento é muito baixa, visto que três corpos são necessários para que isto ocorra, pois as leis de conservação de energia impedem que um único corpo celeste capture outro corpo solitário. Dado o grande número de estrelas binárias existentes, este não pode ser o principal processo de formação. Além disso, a observação de sistemas binários compostos de estrelas na pré-sequência principal suporta a teoria de que a maioria das binárias é formada durante o processo de formação estelar. A fragmentação da nuvem molecular durante a formação de protoestrelas é uma explicação aceitável da formação de sistemas binários ou múltiplos.
O resultado do problema dos três corpos, quando três estrelas possuem massas comparáveis, é que ao final uma delas será ejetada do sistema e, assumindo que não haja outras perturbações gravitacionais, as duas estrelas restantes irão formar um sistema binário estável.

### Transferência de massa e acreção
À medida que uma estrela da sequência principal aumenta de tamanho durante sua evolução, ela pode chegar a exceder seu lóbulo de Roche, significando que parte de sua matéria fica numa região em que a atração gravitacional de sua companheira é maior que sua própria gravidade. Como resultado, ocorre transferência de matéria de uma estrela para outra, em um processo conhecido como vazamento do lóbulo de Roche (Roche Lobe overflow - RLOF), sendo absorvido via impacto direto ou através de um disco de acreção. O ponto matemático onde esta transferência de material ocorre é chamado de primeiro ponto de Lagrange. Não é incomum que o disco de acreção seja a parte mais brilhante da estrela binária, sendo por vezes o único elemento visível do sistema.

Animação de uma estrela binária eclipsante, com transferência de massa de uma estrela para outra

Se uma estrela cresce além de seu lóbulo de Roche rápido demais para que a matéria excedente seja transferida para sua companheira, é possível que a matéria saia do sistema por outros pontos de Lagrange ou como vento estelar, sendo, portanto, perdida por ambas as estrelas componentes. Como a evolução de uma estrela é determinada por sua massa, este processo influencia a evolução de ambas as estrelas e cria estágios que não são possíveis de serem alcançados por estrelas solitárias.
Estudos do sistema eclipsante ternário Algol levaram ao paradoxo de Algol na teoria de evolução estelar: embora as componentes de uma binária formem-se ao mesmo tempo, e estrelas massivas evoluam muito mais rapidamente do que estrelas menos massivas, as observações identificaram que a estrela componente Algol A, a mais massiva, está ainda na sequência principal, enquanto que a Algol B é uma subgigante vermelha, um estágio mais avançado de evolução estelar. O paradoxo pode ser solucionado através da transferência de massa: quando a estrela mais massiva tornou-se uma subgigante, ela expandiu-se além do seu lóbulo de Roche, e quantidades significativas de massa foram transferidas para a outra estrela, que ainda está na sequência principal. Em alguns sistemas binários similares a Algol, a transferência de gás de uma estrela para a outra pode realmente ser vista.

### Fugitivas e novas
É também possível que estrelas binárias muito distantes entre si percam contato gravitacional com o tempo, devido a perturbações gravitacionais externas, tornando-se estrelas solitárias. A aproximação de dois sistemas binários pode também levar ao rompimento da ligação gravitacional de ambos os sistemas, ejetando algumas das estrelas para fora do sistema em altas velocidades, se comparadas com o meio interestelar circundante (estrelas fugitivas).
Se uma anã branca possui uma companheira próxima e parte desta expande-se além de seu lóbulo de Roche, gases das suas regiões atmosféricas externas serão gradualmente acretados pela anã branca. Este material é compactado na superfície da anã branca devido à sua alta gravidade, comprimido e aquecido a temperaturas muito altas, à medida que mais material da estrela é atraído. Anãs brancas consistem de matéria degenerada e, portanto, são em sua maior parte inertes ao calor, porém o hidrogênio acretado não o é. Neste caso, pode iniciar-se fusão nuclear de hidrogênio de maneira estável na superfície da anã branca, através do ciclo CNO. A enorme quantidade de energia liberada pela fusão remove rapidamente o restante dos gases da superfície da anã branca. O resultado é um aumento repentino de brilho, evento chamado de nova.
Em casos extremos o evento pode fazer com que a anã branca exceda seu limite de Chandrasekhar, criando uma supernova que destrói completamente a antiga anã branca, o que é outra possível causa para as estrelas fugitivas. Um exemplo deste evento é a supernova SN 1572, que foi observada por Tycho Brahe. O telescópio espacial Hubble recentemente fotografou os remanescentes deste evento.

## Astrofísica

Exemplo de simulação de uma estrela binária, na qual dois corpos de massa similar orbitam um baricentro comum em órbitas elípticas

Estrelas binárias são o método mais confiável de determinação da massa de uma estrela distante. A atração gravitacional entre as duas estrelas faz com que ambas orbitem um centro de massa comum, o baricentro. Através da análise das órbitas de uma binária visual, ou da variação com o tempo do espectro de uma binária espectroscópica, as massas das estrelas componentes podem ser determinadas e, consequentemente, a relação entre a aparência da estrela (temperatura e raio) e sua massa pode ser calculada, o que permite o cálculo da massa de estrelas solitárias de características similares.
Como uma proporção significativa de estrelas está em sistemas binários, eles são particularmente importantes no entendimento dos processos de formação estelar. Em especial, o período e as massas das binárias fornecem informações sobre o momento angular no sistema. Considerando que o último é um valor conservado em física, sistemas binários fornecem informações importantes sobre as condições sob as quais as estrelas foram formadas.

### Resultados de pesquisas
Estima-se que um terço dos sistemas estelares na Via Láctea sejam binários ou múltiplos e que os dois terços remanescentes sejam estrelas solitárias.
Há uma correlação direta entre o período orbital de estrelas binárias e sua excentricidade orbital, ou seja, estrelas de curto período possuem excentricidades menores. Estrelas binárias podem ser encontradas com qualquer separação imaginável, desde pares que orbitam tão próximos que estão praticamente em contato entre si até estrelas binárias cujas componentes estão tão distantes entre si que sua conexão gravitacional é indicada apenas pelo seu movimento próprio comum no espaço. O período orbital de estrelas binárias possui uma distribuição log-normal, com a maioria destes sistemas possuindo um período orbital de cerca de cem anos. Isto suporta a teoria de que sistemas binários são formados durante a formação estelar.
Em sistemas binários em que as estrelas possuem o mesmo brilho, as duas possuem a mesma classificação estelar. Em sistemas com brilhos diferentes, a estrela mais fraca é mais azulada se a estrela mais brilhante for uma gigante, e mais avermelhada se a estrela mais brilhante estiver na sequência principal.

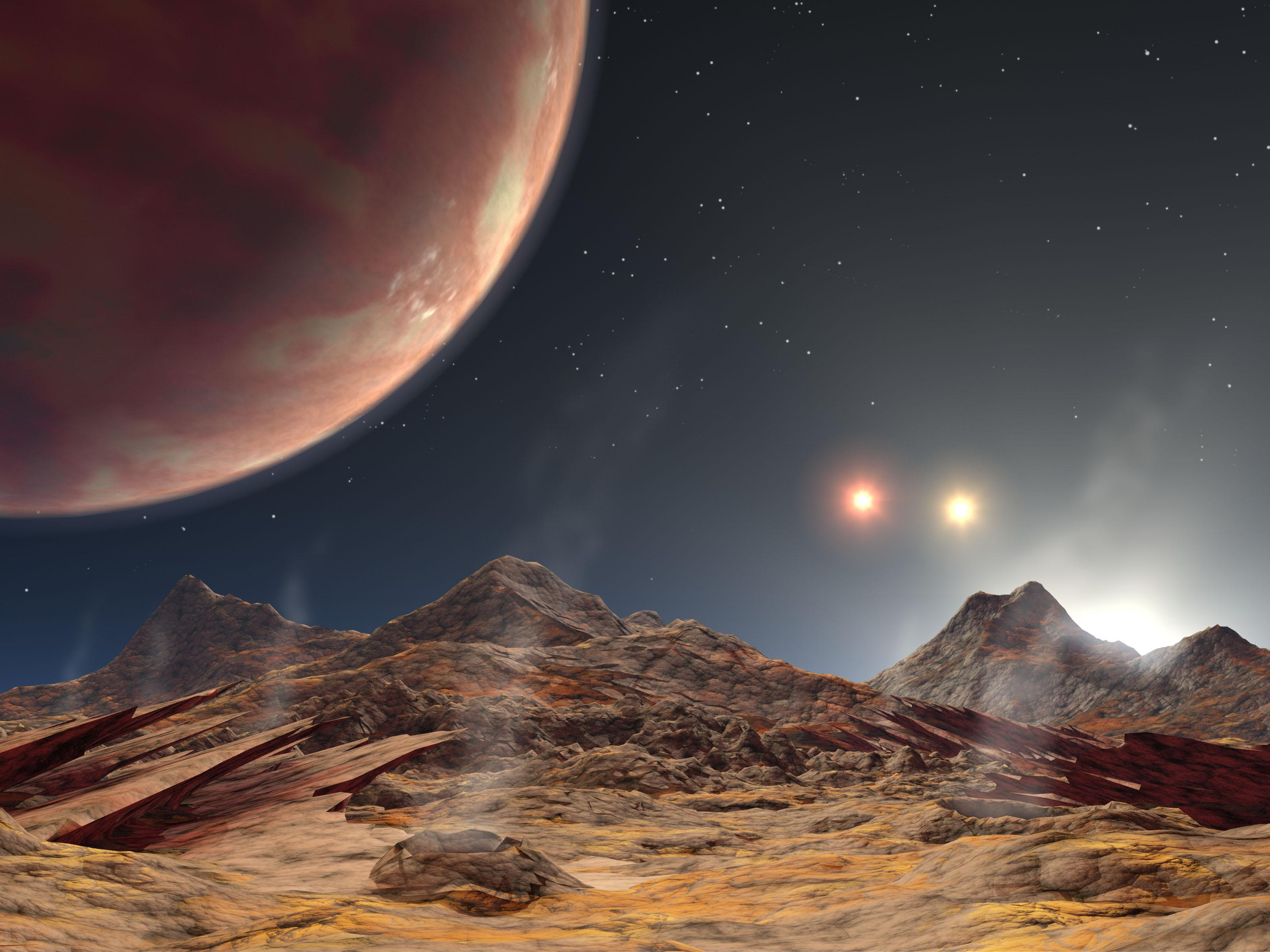
Concepção artística de um satélite hipotético em torno do planeta HD 188753 Ab (esquerda superior), que orbita um sistema estelar triplo. A estrela mais brilhante está abaixo do horizonte

A massa de uma estrela pode ser diretamente determinada apenas através de sua atração gravitacional. Além do Sol e de estrelas que podem atuar como lentes gravitacionais, isto pode ser feito apenas em estrelas binárias e múltiplas, o que torna as binárias uma classe importante de estrelas. Em estrelas binárias visuais, se a órbita e a paralaxe do sistema foi determinada, a massa combinada das estrelas componentes pode ser obtida através da aplicação direta das leis de Kepler.
Porém, a órbita completa de estrelas binárias espectroscópicas não pode ser obtida, a não ser que tal sistema seja também uma binária visual ou eclipsante. Para esses sistemas, só é possível de ser calculado o produto da massa e do seno do ângulo de inclinação relativo à linha de visão. Especificações completas (massa, densidade, tamanho, luminosidade e formato) dos dois membros do sistema podem ser calculadas em binárias eclipsantes que sejam também espectroscópicas.

#### Planetas
Na ficção científica, planetas em torno de estrelas binárias ou múltiplas foram com frequência utilizados como cenário, como, por exemplo, Tatooine em Guerra nas Estrelas, de George Lucas, ou Kalgash, em Nightfall (O Cair da Noite, no Brasil), de Isaac Asimov e Robert Silverberg, que possui seis sóis. Na realidade, algumas distâncias orbitais planetárias são impossíveis por questões dinâmicas, pois o planeta seria removido de sua órbita relativamente rápido, adquirindo uma órbita mais próxima ou distante, ou mesmo sendo ejetado do sistema. Outras órbitas apresentam grandes dificuldades para a formação de biosferas, devido à variação extrema de temperatura da superfície em partes diferentes da órbita. Planetas que orbitam apenas uma das estrelas componentes possuem órbitas chamadas de tipo "S", enquanto que planetas que orbitam ambas as estrelas possuem órbitas do tipo "P" ou circumbinárias. Estima-se que 50-60% das estrelas binárias possam suportar planetas terrestres habitáveis, em órbitas planetárias estáveis.
As simulações mostraram que estrelas binárias podem na realidade aumentar a formação planetária em zonas de órbitas estáveis, através de disrupções gravitacionais no disco protoplanetário, aumentando a velocidade de acreção dos protoplanetas.
A detecção de planetas em sistemas multiestelares é dificultada por motivos técnicos, razão pela qual tais planetas são raramente encontrados. Exemplos incluem a binária anã branca-pulsar PSR B1620-26b, a subgigante-anã vermelha Gamma Cephei e a anã branca-anã vermelha NN Serpentis. Mais planetas em torno de binárias estão listadas no artigo THE PHASES DIFFERENTIAL ASTROMETRY DATA ARCHIVE. V. CANDIDATE SUBSTELLAR COMPANIONS TO BINARY SYSTEMS, de Muterspaugh et al.
Um estudo de 14 sistemas planetários revelou que três destes sistemas são estrelas binárias, e que todos os planetas nestes sistemas possuem órbitas do tipo S em torno da estrela primária. Nestes três casos, a estrela secundária era muito menos brilhante do que a primária, razão pelo qual não fora detectada anteriormente. Esta descoberta resultou no recálculo dos parâmetros dos planetas e das estrelas binárias envolvidas.

## Exemplos

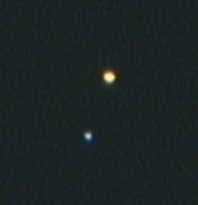
Componentes da binária Albireo, distinguíveis visualmente

A grande distância entre as estrelas componentes, bem como a diferença de cor, fazem de Albireo uma das binárias mais facilmente observáveis. O componente mais brilhante, que é a terceira estrela mais brilhante na constelação de Cygnus, é na realidade uma binária próxima. Cygnus X-1, também localizada em Cygnus, é uma fonte de raios X de grande massa e é considerada um buraco negro.A estrela companheira visível é uma estrela variável. Outra binária famosa é Sirius, localizada em Canis Major, a estrela mais brilhante no céu noturno, com uma magnitude aparente de -1,46. Em 1844, Friedrich Bessel deduziu que Sirius era uma estrela binária, e Alvan Graham Clark descobriu a companheira, Sirius B. Em 1915, astrônomos no Observatório Monte Wilson determinaram que Sirius B era uma anã branca, a primeira do tipo a ser identificada como tal. Em 2005, utilizando o Telescópio Espacial Hubble, astrônomos calcularam o diâmetro de Sirius B em 12 000 km, sendo a massa 98% da do Sol.
Um exemplo de binária eclipsante é Epsilon Aurigae, em Auriga. A estrela visível possui a classificação espectral F0, enquanto o outro componente não é visível. O próximo eclipse ocorre entre 2009 e 2011, e os astrônomos esperam que as observações extensivas revelem novos dados sobre o sistema. Outra binária eclipsante é Beta Lyrae, que é uma binária semisseparada na constelação de Lyra.
Outras binárias interessantes incluem 61 Cygni, em Cygnus, um sistema composto de duas estrelas da sequência principal, de classificação estelar K (laranja), notável por seu alto movimento próprio; Procyon, a estrela mais brilhante em Canis Minor e a oitava mais brilhante no céu noturno, um sistema binário composto da estrela primária mais uma secundária anã branca; SS Lacertae, uma binária eclipsante cujos eclipses deixaram de ocorrer; V907 Sco, uma binária eclipsante cujos eclipses terminaram, recomeçaram e terminaram novamente; e BG Geminorum, uma binária eclipsante que se acredita possuir um buraco negro orbitado por uma companheira do tipo K0.